# Gerhard Breitenberger
Gerhard Breitenberger (ur. 14 października 1954 w Golling an der Salzach) – austriacki piłkarz występujący na pozycji obrońcy.

## Kariera klubowa
Breitenberger zawodową karierę rozpoczynał w 1974 roku w klubie VÖEST Linz. W 1975 roku wywalczył z nim wicemistrzostwo Austrii. W 1978 roku dotarł z zespołem do finału Pucharu Austrii, jednak VÖEST przegrał tam w dwumeczu z Wackerem Innsbruck. W tym samym roku Breitenberger odszedł do belgijskiego KRC Mechelen. Grał tam przez kilka miesięcy, a potem powrócił do Austrii, gdzie został graczem Austrii Salzburg. W 1980 roku oraz w 1981 roku wystąpił z nią w finale Pucharu Austrii, jednak jego zespół został tam pokonany przez Austrię Wiedeń (1980) oraz przez Grazer AK (1981). W 1985 roku Breitenberger zakończył karierę.

## Kariera reprezentacyjna
W reprezentacji Austrii Breitenberger zadebiutował w 1976 roku. W 1978 roku został powołany do kadry na Mistrzostwa Świata. Zagrał na nich w meczach z Hiszpanią (2:1), Szwecją (1:0), Brazylią (0:1) oraz Holandią (1:5). Z tamtego turnieju Austria odpadła po drugiej rundzie. W latach 1976–1978 w drużynie narodowej Breitenberger rozegrał w sumie 15 spotkań.